# Педро Асоге
Педро Асоге (ісп. Pedro Azogue, нар. 6 грудня 1994, Санта-Крус-де-ла-Сьєрра) — болівійський футболіст, півзахисник клубу «Болівар».
Виступав, зокрема, за клуб «Орієнте Петролеро», а також національну збірну Болівії.

## Клубна кар'єра
У дорослому футболі дебютував 2012 року виступами за команду клубу «Орієнте Петролеро», кольори якого захищав до 2017 року. 
З 2017 виступає за команду «Болівар».

## Виступи за збірні
Залучався до складу молодіжної збірної Болівії. На молодіжному рівні зіграв у 4 офіційних матчах. 
У складі національної збірної Болівії провів 14 матчів. У складі збірної був учасником розіграшу Кубка Америки 2016 року у США та 

## Статистика клубних виступів
| Команда             | Країна  | Сезони             | Ігри | Голи |
| ------------------- | ------- | ------------------ | ---- | ---- |
| «Орієнте Петролеро» | Болівія | 2012 - 2017        | 127  | 8    |
| «Болівар»           | Болівія | 2017 - до сьогодні | 30   | 0    |

## Титули і досягнення
- Бронзовий призер Південноамериканських ігор: 2010